# John Lindsay
Pour les articles homonymes, voir Lindsay.
John Lindsay (né le 24 novembre 1921, et mort le 19 décembre 2000) est un homme politique américain qui est membre du Congrès américain de 1959 à 1965, puis maire de New York de 1966 à 1973.
Il est avocat, et passe l'essentiel de sa carrière politique au sein du Parti républicain, dont il représentait l'aile gauche.

## Biographie
Né à New York, député de l'Upper East Side de 1959 à 1965, Lindsay est un fervent défenseur au Congrès de la législation sur les droits civiques.
En 1965, candidat à la mairie de New York, il l'emporte sur le démocrate Abe Beame et sur le candidat conservateur William F. Buckley, Jr. Élu maire, il nomme la Commission Knapp en 1971 à la suite de la dénonciation de la corruption au sein du New York Police Department par le policier Frank Serpico.
À la suite de la mort du leader emblématique du mouvement des droits civiques, Martin Luther King le 4 avril 1968, Lindsay décide de se rendre dans le quartier de Harlem – majoritairement noir – afin d'éviter que la ville ne s'embrase à cause des émeutes raciales qui se déclenchent, au même moment, dans tout le pays. Par cet acte courageux, le maire républicain libéral, qui a fondé son action politique sur les droits civiques et le désenclavement des quartiers pauvres des minorités, minimise les dégâts face aux déferlements de violence qui se manifestent alors dans au moins 120 villes des États-Unis.
En 1968, Lindsay soutient activement la candidature de Spiro Agnew au poste de candidat à la vice-présidence des États-Unis. 
En 1971, en froid avec l'administration de Richard Nixon, Lindsay rallie le Parti démocrate et tente sans succès d'obtenir l'investiture démocrate pour l'élection présidentielle de 1972.
Avec un taux d'impopularité record, accusé d'être coresponsable de la crise financière de la ville de New York dont il est le maire en menant une politique considérée comme trop dispendieuse en faveur des pauvres et des minorités ethniques, Lindsay renonce à solliciter un nouveau mandat en 1973. Il reprend son métier d'avocat et tente à nouveau en 1980, sans succès, d'obtenir l'investiture démocrate pour la campagne du Sénat.
En 1990, malade, il doit quitter son cabinet d'avocat et se retrouve sans protection sociale ni assurance santé complémentaire. Il est alors recruté en 1994 par le maire de New York, Rudolph Giuliani, comme conseiller juridique de la ville.
Victime de la maladie de Parkinson, il meurt des suites d'une pneumonie à Hilton Head, Caroline du Sud, à l'âge de 79 ans.
Sa fille, Anne Lindsay, est une militante démocrate qui a participé aux campagnes électorales de Howard Dean et John Kerry en 2004.
L'actrice Florence Henderson a révélé dans son autobiographie qu'elle eut une liaison d'un soir avec lui.